# Athalie Manvoy
Joséphine Athalie Manvoy, née à Paris (ancien 6e arrondissement) le 29 juin 1843 et morte à Paris 8e le 13 octobre 1887, est une artiste dramatique française et demi-mondaine fastueuse, très populaire sous le Second Empire.

## Biographie
Née en 1843, Athalie Manvoy fut l'élève d'Augustine Brohan et débuta au théâtre du Vaudeville en 1861 dans Un Mariage de Paris d'Edmond About. Elle retint l'attention de Théophile Gautier qui écrivit « Mademoiselle Manvoy qui est une débutante fort jolie et très intelligente, est une bonne acquisition pour le Vaudeville ». Son professeur ajoutant : « elle ira loin, si elle veut ».
Elle tint le rôle de Madame du Barry au théâtre de la Porte-Saint-Martin dans La Reine Cotillon d'Anicet Bourgeois et Paul Féval, et joua des pièces de Victorien Sardou, et Eugène Labiche notamment.  En 1869, elle reprenait le rôle de Sarah Bernhardt dans Madame la Marquise. Pensionnaire du théâtre de l'Ambigu jusqu'en 1875, elle partit jouer au théâtre impérial Michel, à Saint-Pétersbourg (Russie).
Classée parmi les demi-mondaines les plus en vue au même titre que Cora Pearl ou Sarah Bernhardt, elle fréquenta la crème du Cercle de la rue Royale et du Jockey Club où se croisaient des admirateurs empressés dont Anatole Demidoff, Charles Haas ou Auguste de Gramont.
À la fin de sa vie, moins en vue, elle s'occupa d'œuvres de charité (orphelinat des Beaux-Arts).
Les presses parisienne,[source insuffisante] et anglo-saxonne firent largement écho de son décès survenu en octobre 1887 alors qu'elle n'avait que 45 ans, mais ne lui reconnaissaient pas un talent extraordinaire, notant cependant sa beauté devenue proverbiale[source insuffisante].